# Karangrejo (Petanahan)
Karangrejo is een bestuurslaag in het regentschap Kebumen van de provincie Midden-Java, Indonesië. Karangrejo telt 4114 inwoners (volkstelling 2010).